# Новый (Белгородская область)
Новый — посёлок в Волоконовском районе Белгородской области России. В составе Шидловского сельского поселения.

## География
Посёлок расположен в восточной части Белгородской области в 12,5 км по прямой к северо-западу от самых западных окраин районного центра Волоконовки. Непосредственно граничит с селом Шидловкой на востоке, посёлком Алексеевкой на юго-западе.

## Население
| 2002 | 2010 |
| ---- | ---- |
| 152  | ↘144 |